# Отмар Кройцінгер
Отмар Кройцінгер (нім. Othmar Kreuzinger; 9 вересня 1919, Ремерштадт — 13 вересня 1944, Варшава) — німецький офіцер, гауптман резерву вермахту (1944, посмертно). Кавалер Лицарського хреста Залізного хреста з дубовим листям.

## Біографія
28 жовтня 1939 року вступив в сухопутні війська і в листопаді 1941 року був зарахований в 24-у танкову дивізію. Учасник боїв під Сталінградом, де був тяжко поранений. З липня 1943 року командував 4-ою ротою 19-го танкового розвідувального батальйону 11-ї танкової дивізії. Відзначився у боях на Курській дузі, а потім у котлі під Тернополем. Загинув у бою.

## Нагороди
- Залізний хрест
  - 2-го класу (29 серпня 1942)
  - 1-го класу (26 липня 1943)
- Медаль «За зимову кампанію на Сході 1941/42»
- Лицарський хрест Залізного хреста з дубовим листям
  - лицарський хрест (14 травня 1944)
  - дубове листя (№625; 18 жовтня 1944, посмертно)
- Нагрудний знак ближнього бою в сріблі
- Відзначений у Вермахтберіхт (25 вересня 1944)